# Algeria franceză
Algeria franceză este numele dat Algeriei în perioada stăpânirii franceze, între 1830 și 1962. Teritoriul a fost guvernat sub diferite forme și a fost teritoriul cu una dintre cele mai lungi perioade de dominații franceze. Algeria a fost intens colonizată în această perioadă, colonii europeni fiind cunoscuți sub numele de pied-noir. Cu toate acestea, populația musulmană a rămas majoritară pe întreaga perioadă, iar excluderea ei de la viața politică și economică a teritoriului a făcut ca aceasta să revendice o autonomie sportită și în cele din urma independența. Tensiunile dintre cele două grupuri au atins apogeul în 1954 când au avut loc primele manifestări violente ce au dus la declanșarea Războiului din Algeria. Războiul a luat sfârșit în 1962 odată cu încheierea Acordurilor de la Evian iar în iulie 1962 Algeria a devenit un stat independent.